# Сфінцешть
Сфінцешть, Сфінцешті (рум. Sfințești) — комуна у повіті Телеорман в Румунії. До складу комуни входить єдине село Сфінцешть.
Комуна розташована на відстані 83 км на захід від Бухареста, 30 км на північний захід від Александрії, 103 км на схід від Крайови.

## Населення
За даними перепису населення 2002 року у комуні проживали 1470 осіб.
Національний склад населення комуни:
| Національність | Кількість осіб | Відсоток |
| -------------- | -------------- | -------- |
| румуни         | 1435           | 97,6%    |
| цигани         | 35             | 2,4%     |

Рідною мовою назвали:
| Мова      | Кількість осіб | Відсоток |
| --------- | -------------- | -------- |
| румунська | 1463           | 99,5%    |
| циганська | 7              | 0,5%     |

Склад населення комуни за віросповіданням:
| Релігія     | Кількість осіб | Відсоток |
| ----------- | -------------- | -------- |
| православні | 1446           | 98,4%    |
| адвентисти  | 17             | 1,2%     |
| баптисти    | 7              | 0,5%     |

## Зовнішні посилання
- Дані про комуну Сфінцешть на сайті Ghidul Primăriilor